# Tingmo

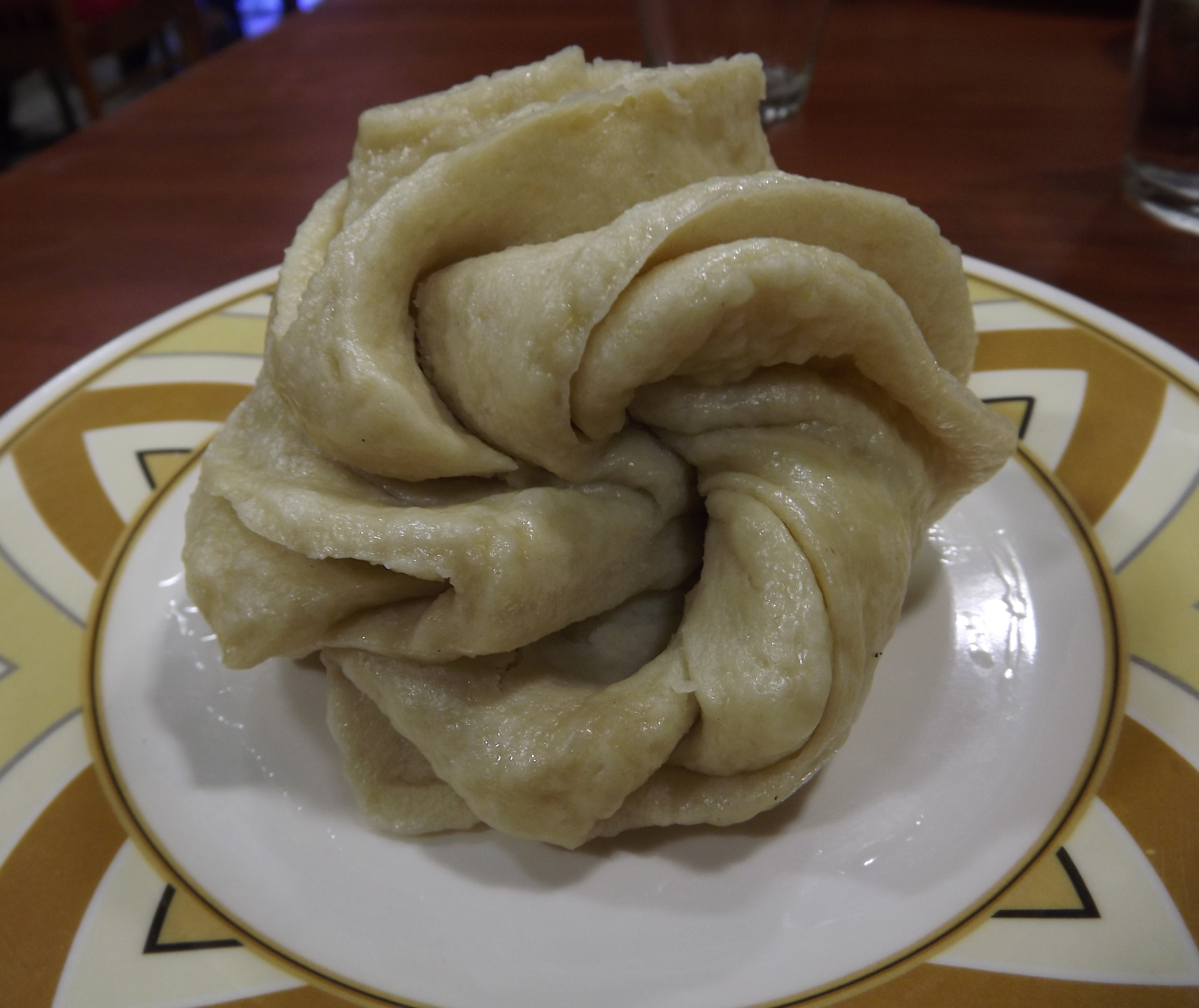
Tingmo

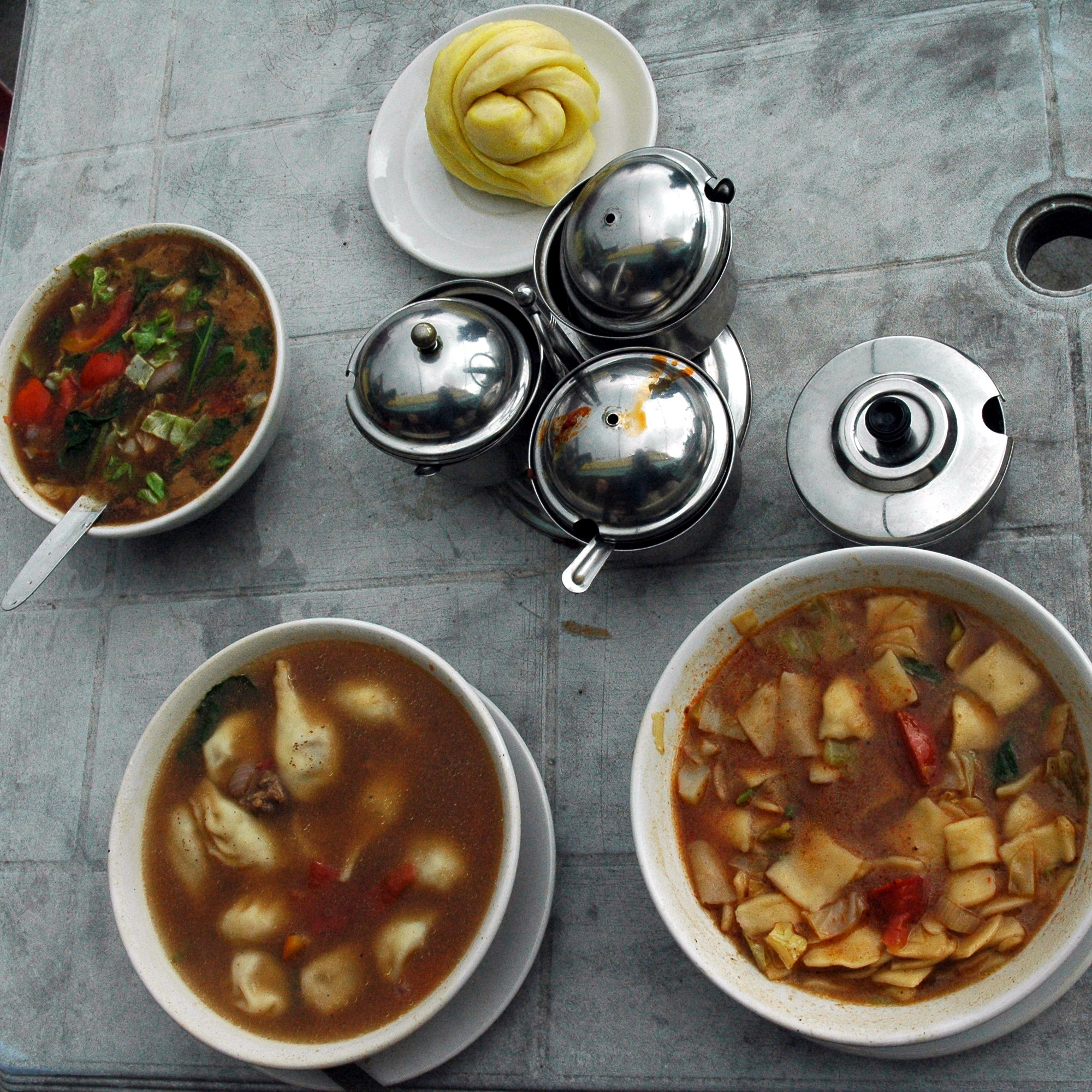
En sentido horario desde la parte superior, pan tigmo cocido al vapor, sopa de fideos thenthuk, momos en sopa con salsa de vegetales, con condimentos en el centro. Restaurante Himalaya, McLeod Ganj, Himachal Pradesh, India.

El tingmo (en tibetano: ཀྲིན་མོག) es un pan cocido al vapor propio de la gastronomía del Tíbet. A veces se le describe como panecillo al vapor, y es similar a los flower rolls chinos. No contiene ningún tipo de relleno. Un tingmo con algún relleno como ser carne de ternera, cerdo o pollo es denominado momo.
Para prepararlos se mezcla harina de trigo (200g) con aceite(2 cucharadas) y agua (2 tazas), se agrega polvo de hornear (2 cucharadas) y se deja reposar un rato.  Se toman pedazos de la masa y se retuercen y modelan hasta darle forma de flor. Posteriormente se los coloca en una placa engrasada dentro de un vaporizador y se cuecen durante 15 minutos.